# Ma femme est une sorcière
Pour plus de détails, voir Fiche technique et Distribution.

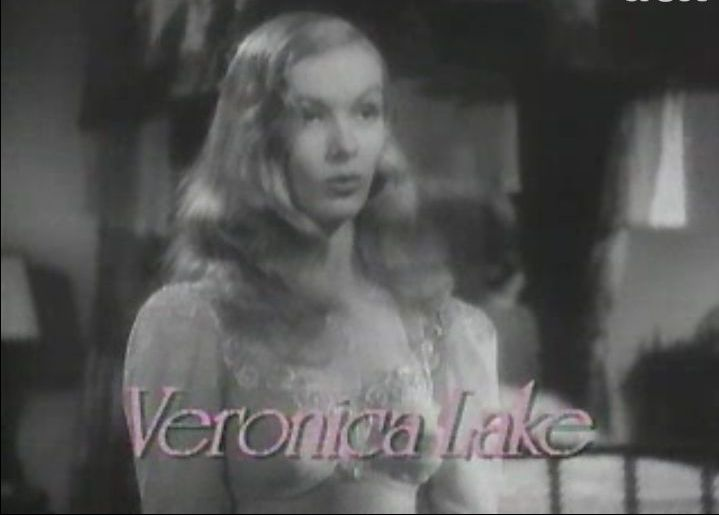
Veronica Lake

Ma femme est une sorcière (I Married a Witch) est un film américain de René Clair sorti en 1942.

## Résumé
En 1690, dans la Colonie de Nouvelle-Angleterre, Jennifer, une sorciere, juste avant d’être brûlée au bûcher avec son père, jette une malédiction sur Jonathan Wooley, le juge qui les a condamnés, et sa descendance. Les mâles de la famille Wooley seront voués à ne vivre que des mariages malheureux sur plusieurs générations. Un arbre est placé là où ils sont enterrés afin d'emprisonner leur esprit.
Plusieurs siècles plus tard, la foudre frappe celui-ci. Maintenant libérés, sous la forme de fumée, ils parcourent les environs et retrouvent le dernier descendant des Wooley, Wallace Wooley. Politicien en période électorale, il est fiancé à la redoutable Estelle Masterson.
Jennifer décide de tout faire pour compromettre le mariage de Wallace et demande à son père de lui redonner forme humaine. Ayant besoin d’un feu afin d’exécuter leur sort pour retrouver une apparence, ils brûlent un immeuble et attirent Wallace pour lui permettre de sauver des flammes la sulfureuse Jennifer. Cette dernière tente de séduire Wallace sans avoir recours à la magie, mais bien qu'il soit fortement attiré, il refuse de remettre son mariage à plus tard. Elle lui concocte alors une potion d'amour mais par un concours de circonstance, elle boit le breuvage à sa place et tombe éperdument amoureuse de lui. Jennifer ne cherche désormais plus à se venger des Wooley, mais son père va veiller à ce que la malédiction suive bien son cours, quitte à se retourner contre sa fille.
En 1672,  Roxford, à Salem,  au cours d'un procès en sorcellerie Daniel et sa fille Jennifer ont été condamnés à être brûlés vifs ; leurs cendres seront enterrées sous un arbre, pour que leurs esprits diaboliques y restent enfermés. Jennifer a eu cependant le temps de maudire le pasteur puritain Jonathan Wooley qui présidait le tribunal. Ses descendants masculins feront toujours de mauvais mariages (comme c'est le même acteur qui joue le rôle de tous les Wooley, depuis le président du tribunal, cela nous permet de voir le lien qu'ils ont entre eux).
Les siècles passant, de brèves séquences nous montrent que chez les descendants de Jonathan Wooley la malédiction se fait sentir. 1770 : un Wooley et son amie sont assis sous l'arbre, il lui raconte qu'en-dessous sont enterrées les cendres de sorciers puis il la demande en mariage ; on voit les branches de l'arbre qui s'agitent tandis qu'on peut entendre le rire moqueur d'une jeune femme. 1861 : c'est cette fois une scène de ménage chez un autre Wooley, celui-ci préférant alors s'engager pour la guerre qui commence plutôt que de supporter les colères de sa femme. 1904 : Wooley et sa nouvelle épouse (qui semble lui faire des reproches) viennent de se marier, alors qu'ils sont déjà fort âgés.
En 1942, un impact de foudre détruit l'arbre, si bien que les esprits de Daniel et de Jennifer sont à nouveau libres. Ils se manifestent sous la forme de nuages flottants. Ils parlent entre-eux avec un fort accent, se cachent dans des bouteilles d'alcool à une réception donnée en l'honneur de Wallace, le Wooley actuel, dans sa maison de campagne, et découvrent que les mœurs ont évolué, qu'il a posé sa candidature au poste de gouverneur et que celle-ci est soutenue par le puissant Masterson, père d'Estelle (malgré leurs ressemblances, le rôle de chaque fiancée n'est pas joué par la même actrice au fil des générations d'ancêtres), avec qui Wallace veut se marier, une femme outrageusement gâtée au caractère abominable.
Jennifer convainc son père de lui donner un corps humain, afin qu'elle puisse encore mieux tourmenter Wallace. Pour cette action de magie Daniel a cependant besoin de feu. Il incendie le « Pilgrim hôtel ». Les flammes sont telles que l'immeuble va s'écrouler et que le quartier est bloqué par les autorités, ce qui empêche Wallace et Estelle de rentrer chez eux. En effet, retenus sur place lors de leur trajet de retour de la réception, Wallace en profite pour s'intéresser au drame. C'est alors qu'il entend Jennifer, qui a obtenu un corps, l'appeler. Elle l'attire à l'intérieur du bâtiment. Alors qu'il essaye de la sauver des flammes et que l'immeuble s'effondre, elle préfère se regarder dans un miroir, enfiler un manteau en peau animale. Wallace finit tout de même par la faire sortir en la portant dans ses bras.
Jennifer apparaît à répétition chez Wallace, malgré les efforts de celui-ci pour la faire sortir. Il pense qu'elle est envoyée par ses opposants à l'élection afin de faire croire à l'opinion, à la veille de son mariage avec Estelle, qu'il a une maîtresse. Elle fait passer la nuit en vitesse accélérée. Wallace commence à avoir de la compassion pour elle et à être complètement hors des réalités, toutefois pas au point de l'aimer. Du coup Jennifer appelle son père au secours, qui l'aide à préparer un philtre d'amour dans le but de réduire Wallace en esclavage. Lorsque, vêtue d'une robe affriolante, elle essaie de l'administrer à Wallace, elle est assommée par la chute d'un tableau. Il la ranime en lui donnant à boire la décoction.
Pendant ce temps, Daniel s'est lui aussi procuré un corps et rend visite à Jennifer après le départ, un peu à regret, de Wallace pour son mariage avec Estelle. Jennifer demande à Daniel d'empêcher le mariage à son profit, d'autant qu'elle est maintenant folle de Wooley. Son père fait mine d'accepter, mais en réalité, détestant tous les Wooley, il veut empêcher Jennifer d'aimer Wallace.
Les sorciers se rendent donc au mariage et réussissent à le perturber par divers tours de magie et coups foireux, mais, comme on l'a vu, dans des buts opposés. En réalité Daniel essaie de provoquer l'emprisonnement voire la mort de Wallace en le faisant accuser de meurtre. Malheureusement pour lui, au cours de ces manœuvres, il s'est caché dans une bouteille d'alcool presque pleine et est devenu saoul, si bien qu'il perd tous ses pouvoirs, sa clarté d'esprit et se fait prendre par la police en état d'ébriété. Finalement Jennifer arrive à séduire Wallace et Estelle les découvre alors en train de s'embraser passionnément, ce qui achève de la décider à rompre les fiançailles.
Masterson père, furieux, fait publier l'affaire dans ses journaux. Wallace et Jennifer partent secrètement en escapade romantique et se marient. Par honnêteté, notamment en prévision de futurs enfants, Jennifer essaie de le convaincre qu'elle est une sorcière, sans succès.
Jennifer sauve alors la carrière politique de son nouveau mari en utilisant ses pouvoirs, à la fois par amour et pour le convaincre qu'elle est une sorcière. Elle crée de petits nuages de fumée blanche qui influencent  le cerveau des électeurs afin qu'ils votent pour Wallace et arrivent même à déplacer l'encre apposée sur les bulletins. Wallace remporte une victoire écrasante, à l'unanimité.
Pendant que Wallace fait son discours de victoire, Daniel retire à sa fille ses pouvoirs magiques. Il a l'intention de la rendre à son arbre. Jennifer terrifiée force Wallace à s'enfuir avec elle à bord d'un taxi dont le conducteur malheureusement n'est autre que Daniel, qui retourne vers l'arbre avec sa fille et Wallace.
Il est minuit, après des adieux déchirants l'âme de Jennifer s'envole, laissant un corps sans vie entre les mains de son mari ; Avant de regagner l'arbre, Jennifer prétend qu'elle veut encore contempler le désespoir de Wallace. Daniel la croit revenue à de meilleurs sentiments et décidée à être une vraie sorcière qui déteste les Wooley. Wallace rapporte à la maison sa femme inanimée et, pendant qu'il la regarde tristement puis l'embrasse, Daniel s'introduit dans une bouteille d'alcool pour y jouir confortablement du spectacle ; Jennifer reprend possession du corps à ce moment et alors que Daniel s'enivre et entonne une chanson à boire, le corps physique de Jennifer ressuscite. Elle se précipite pour fermer la bouteille avec un bouchon. Définitivement saoul et enfermé Daniel ne peut plus rien faire.
Les années se passent tandis que Jennifer et Wallace ont  des enfants et voilà que Margaret, la femme de ménage, raconte aux parents qu'elle a vu leur plus jeune fille en train de chevaucher un balai.

## Fiche technique
- Titre : Ma femme est une sorcière
- Titre original : I Married a Witch
- Réalisation : René Clair
- Scénario : René Clair, Robert Pirosh, Marc Connelly et Dalton Trumbo (non crédité) d'après le roman The Passionate Witch de Thorne Smith (achevé par Norman Matson)
- Dialogues : René Clair et André Rigaud (non crédités)
- Production : René Clair et Preston Sturges (non crédité)
- Producteur exécutif : Buddy G. DeSylva (non crédité)
- Musique : Roy Webb
- Photographie : Ted Tetzlaff
- Montage : Eda Warren
- Direction artistique : Hans Dreier, Ernst Fegté et Sam Comer (non crédité)
- Costumes : Edith Head
- Maquillage : Wally Westmore
- Effets visuels : Farciot Edouart (non crédité) et Gordon Jennings
- Sociétés de production : René Clair Productions et Cinema Guild Productions
- Société de distribution : United Artists
- Pays d'origine :  États-Unis
- Langue : anglais
- Format : noir & blanc - Son : mono (Western Electric Mirrophonic Recording) - 35 mm - 1.37 : 1
- Genre : Comédie fantastique
- Durée : 77 minutes
- Dates de sortie :
  - États-Unis : 30 octobre 1942
  - France : 24 novembre 1944
  - Belgique : 15 décembre 1944

## Distribution
- Fredric March (VF : Marc Valbel) : Wallace Wooley / Jonathan Wooley / Nathaniel Wooley / Samuel Wooley
- Veronica Lake (VF : Gaby Wagner) : Jennifer
- Susan Hayward : Estelle Masterson
- Cecil Kellaway : Daniel
- Robert Benchley : le docteur Dudley White
- Elizabeth Patterson : Margaret
- Robert Warwick : J-B Masterson
- Eily Malyon : Tabitha Wooley
- Viola Moore : Martha
- Mary Field : Nancy Wooley
- Nora Cecil : Harriet Wooley
- Emory Parnell : Allen, le propriétaire de l'hôtel
- Robert Greig : le crieur public
- Aldrich Bowker : le juge
- Emma Dunn : la femme du juge

Acteurs non crédités
- Brooks Benedict : un homme au Country Club
- Billy Bevan : le vendeur puritain
- Marie Blake : Purity Sykes
- Billy Bletcher : un photographe
- Monte Blue : un portier
- Wade Boteler : le policier arrêtant Daniel
- Chester Conklin : un barman à la soirée
- Gino Corrado : un badaud dans la foule
- Gordon De Main : l'homme avec Masterson à la radio
- Frank Elliott : un magistrat
- Franklyn Farnum : un invité au Country Club
- Bess Flowers : une demoiselle d'honneur
- William Haade : un policier à l'ambulance
- Robert Homans : le chef des pompiers
- Esther Howard
- Peter Leeds : l'ambulancier
- Jack Luden : le conducteur de l'ambulance
- James Millican : un invité du mariage
- Edmund Mortimer : un invité du mariage
- Lee Shumway : un pompier
- Dan White : un pompier

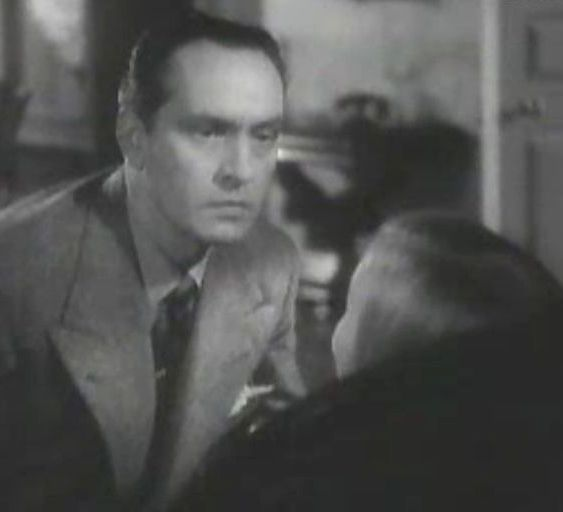
Fredric March et Veronica Lake
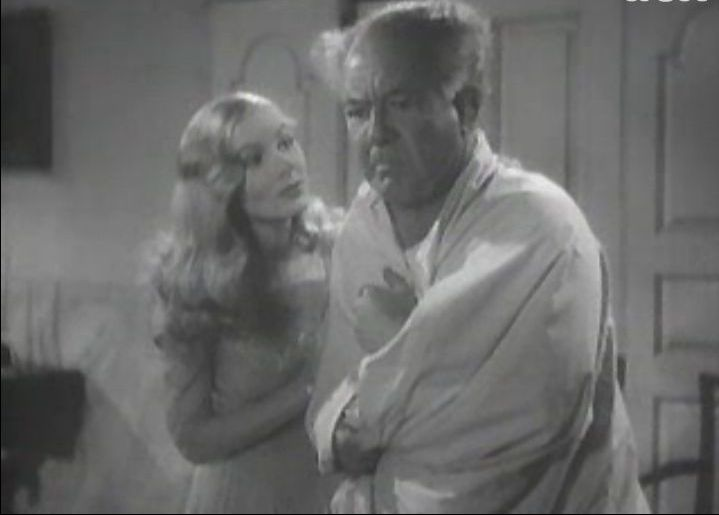
Veronica Lake et Cecil Kellaway
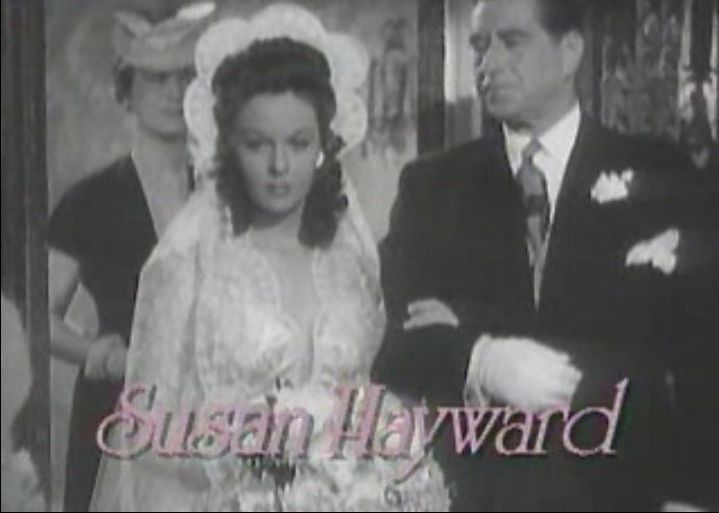
Susan Hayward

## Distinction
- Nomination pour l'oscar de la meilleure partition d'un film dramatique ou d'une comédie en 1943

## Anecdotes
- Joel McCrea fut initialement choisi pour interpréter Wallace Wooley, mais il déclina le rôle car il ne voulait plus travailler avec Veronica Lake, sa co-vedette dans Les Voyages de Sullivan
- Veronica Lake et Fredric March ne s'entendaient pas, en partie à cause de remarques désobligeantes formulées par March à son sujet. L'actrice n'hésitait pas à jouer des tours à March. Dans une scène où celui-ci devait la porter, elle cacha sous son costume un poids de plusieurs kilos. Après cet incident, l'acteur surnomma le film " I Married a Bitch ".[réf. nécessaire]
- De nombreuses scènes avec Veronica Lake ont nécessité beaucoup de prises du fait de son comportement peu professionnel[réf. nécessaire]
- Dalton Trumbo contribua au projet, mais il le quitta parce que son interprétation du roman était différente de celle du producteur Preston Sturges. Sturges quittera également la production (et refusera d'être crédité) en raison de divergences artistiques avec le réalisateur René Clair.
- Le créateur de « Ma sorcière bien aimée », Sol Saks, a dit en 1999 que pour cette célèbre série, il s'inspira à la fois de ce film et de L'Adorable Voisine de Richard Quine